# 74. honvedska pehotna divizija (Avstro-Ogrska)
74. honvedska pehotna divizija (izvirno nemško 74. Honvéd-Infanterie-Division) je bila pehotna divizija avstro-ogrskega Honveda, ki je bila aktivna med prvo svetovno vojno.

## Poveljstvo
Poveljniki 
- Konrad Grallert von Cebrów: april - oktober 1917
- Eugen Perneczky: oktober 1917 - oktober 1918
- Adalbert Benke von Tardoskedd: oktober - november 1918